# Positronio

Un electrón y un positrón orbitando alrededor de su centro de masas común. Es un estado ligado a la mecánica cuántica conocido como positronio.

El positronio (Ps) es un sistema cuasiestable formado por un electrón y su antipartícula, el positrón, unidos formando un átomo exótico. La órbita de ambas partículas y los niveles energéticos son similares a los del átomo de hidrógeno (formado por un protón y un electrón). Pero debido a la diferente masa reducida del sistema, las frecuencias asociadas a las líneas espectrales son menos de la mitad que en el hidrógeno.

## Detalles
El positronio es inestable, con un periodo de semidesintegración de unos 10-7 segundos (100 nanosegundos). La aniquilación positrón-electrón en un átomo de positronio aislado da lugar generalmente a dos o tres fotones gamma, dependiendo del espín del átomo de positronio, con una energía total de 1022 keV. Si el positronio se desintegra en presencia de otra partícula, como un electrón, que adquiera parte del momento relativista, es posible la desintegración en un único fotón gamma. Experimentalmente se han observado hasta 5 fotones, confirmando las predicciones de la electrodinámica cuántica hasta un orden muy alto.
El positronio, como el hidrógeno, puede tener varias configuraciones: el nivel fundamental puede ser un estado singlete con espines antiparalelos (S = 0, MS = 0), el parapositronio, con un símbolo 1S0. Este estado puede existir hasta 10-10 segundos, con una vida media de 125 picosegundos. La otra configuración posible, el estado triplete, con espines paralelos (S = 1 y MS = −1, 0, 1) es conocida como ortopositronio (3S1), y puede existir hasta 10-7 s, con una vida media de 140 nanosegundos.

## Niveles energéticos
Las semejanzas entre el positronio y el átomo de hidrógeno se extienden incluso hasta la ecuación que indica, de forma aproximada, los niveles energéticos. Los niveles energéticos de ambos sistemas son diferentes debido a las diferencias de m* (masa reducida), usada en la ecuación de energía:
{\displaystyle E_{n}={\frac {-m^{*}q_{e}^{4}}{8h^{2}\epsilon _{0}^{2}}}{\frac {1}{n^{2}}}\,}
{\displaystyle q_{e}} es la carga elemental del electrón (la misma que el positrón).
{\displaystyle h} es la constante de Planck.
{\displaystyle \epsilon _{0}} es la permitividad del vacío.
{\displaystyle m^{*}} es la masa reducida.
La masa reducida en este caso viene dada por:
{\displaystyle m^{*}={{m_{e}m_{p}} \over {m_{e}+m_{p}}}={\frac {m_{e}^{2}}{2m_{e}}}={\frac {m_{e}}{2}}}
donde
{\displaystyle m_{e}} y {\displaystyle m_{p}} son, respectivamente, las masas del electrón y del positrón, exactamente la misma.
Para el positronio, la masa reducida solo se diferencia de la masa en reposo del electrón en un factor 2. Este hecho es la causa de que los niveles energéticos para el positronio sean aproximadamente la mitad que para el hidrógeno.
Así, los niveles energéticos del positronio vienen dados por:
| {\displaystyle E_{n}={\frac {1}{2}}{\frac {-m_{e}q_{e}^{4}}{8h^{2}\epsilon _{0}^{2}}}{\frac {1}{n^{2}}}={\frac {-6.8\ \mathrm {eV} }{n^{2}}}\,} |
El nivel energético inferior para el positronio (n = 1) es de −6.8 eV. El siguiente nivel energético (n = 2) es de −1.7 eV.  El positronio, también puede ser considerado por una forma particular de la ecuación de Dirac: que son dos-cuerpos; en las cuales partículas de dos puntos con interacción con un Coulombio pueden ser separadas exactamente y “relativamente“ en el centro de impulso y también en la energía resultada de su estado fundamental que ha sido obtenida precisamente utilizando métodos de los elementos finitos de J. Shertzer. Sus resultados conducen al descubrimiento de estados anómalos.
 La ecuación de Dirac la cual comprende de los conceptos Hamiltonianos, contiene dos partículas de Dirac y un potencial de Culombio estático que no es invariablemente relativista. Pero si uno suma: 1c2n o α2n, en donde α es una estructura finita y constante y los términos donde n = 1,2… entonces el resultado es invariablemente relativista. Solamente el primer término es incluido. El α2 es la contribución del término Breit. Los trabajos o (trabajadores) raramente van a α4 porque en α3 uno tiene el cambio de Lamb, lo cual requiere electrodinámica cuántica.

## Historia
- En 1934 el científico croata Stjepan Mohorovičić predijo la existencia del positronio en un artículo publicado en Astronomische Nachrichten, en el cual llamaba a la sustancia «electrum»,[4] aunque otras fuentes señalan que Carl Anderson ya había predicho su existencia en 1932.[5]

- Fue descubierto experimentalmente en 1951 por Martin Deutsch, del MIT.

- En 2005 Allen Mills y David Cassidy, de la Universidad de California (Riverside), establecieron la hipótesis de que moléculas de positronio se podrían formar sobre la superficie del silicio.

- El 12 de septiembre de 2007, Allen Mills y David Cassidy, de la Universidad de California (Riverside) comunican que utilizando una película de silicio han logrado atrapar suficientes positrones para crear simultáneamente una cantidad grande de átomos de positronio para que se combinen y formen dipositronio, o moléculas de dos positronios. Cassidy y Mills indican que es posible combinar millones de átomos de positronio para crear un condensado de Bose-Einstein que al desintegrarse formen un láser de aniquilación de rayos gamma de alta energía, alrededor de un millón de veces superior a la de los láseres actuales.

## Compuestos exóticos
El enlace molecular de positronio fue predicho. Las moléculas de hidruro de positronio(PsH) son posibles.  El positronio también puede formar un cianuro y puede formar enlaces con halógenos (halogenuros) o litio.
La primera observación de moléculas de di-positronio — moléculas formadas por dos átomos de positronio—fue reportada el 12 de septiembre de 2007 por David Cassidy y Allen Mills de la Universidad de California, Riverside.